# T-50 (航空機)
T-50
デモ飛行中のT-50
- 用途：練習機、戦闘攻撃機（FA-50のみ）
- 製造者：韓国航空宇宙産業（KAI）
- 運用者：
 大韓民国（大韓民国空軍）
 インドネシア(インドネシア空軍)
 イラク(イラク空軍)
 フィリピン(フィリピン空軍)
 タイ(タイ空軍)
 ポーランド(ポーランド空軍)
 マレーシア(マレーシア空軍)
- 初飛行：2002年8月20日
- 生産数：200機[1]（T-50、TA-50、FA-50合計）
- 運用開始：2005年2月22日
- 運用状況：現役

T-50は、韓国の韓国航空宇宙産業（KAI）がロッキード・マーティンから技術的支援を受けて開発・製造した練習機。愛称は「ゴールデンイーグル（골든이글）」（イヌワシ）。
基本となる練習機型の他、高度なアビオニクスを備え軽攻撃機としての運用が可能なLIFT機型、さらに兵装面を強化した軽戦闘攻撃機型も存在する。

## 概要
アメリカ合衆国のロッキード・マーティンからKF-16のオフセット取引として技術支援を受け、韓国の航空機メーカー、韓国航空宇宙産業（KAI）が製造した。
韓国にとってKT-1に次ぐ国産航空機として、当初はKTX-2の名称で1992年から開発が開始された。財政面の健全性やリスクシェアリングパートナーの不足により凍結していた時期もあったが、韓国政府から承認が下り、韓国政府70％、サムスン/KAI 17%、ロッキード・マーティン13%の共同出資で開発することとなる。F-CK-1（経国）の開発後に退職した漢翔航空工業出身の多くの職員が支援した。
2000年に韓国空軍創設50周年ということでKTX-2からT-50に改名。T-50は4機の試作機が製作されたが、うち2機は当初A-50と呼ばれていた軽攻撃およびLIFT機（兵器システムの訓練が可能な高等練習機）を目的とした型であり、試作機4号機（LIFT型）の機体にはA-50の表記が見られる。後にA-50は目的ごとにTA-50とFA-50の2種類の派生型に分けられた。試作機1号機の初飛行は2002年8月20日である。
ロッキード・マーティンとの技術提携の影響を受け、胴体末尾にエンジンノズルを有するブレンデッドウィングボディの機体形状など、F-16に似ている部分が各所に見られる。垂直尾翼と水平尾翼・エアブレーキがノズルにかかるように配置されている点も同様である。しかし、F-16が胴体下部に特徴的なエアインテークを設けている（そして首脚をインテーク部コックピット後方に持つ）のに対し、機体規模の小さい本機は控えめに胴体の左右に振り分け（そして首脚をコックピット前席下部に持つ）られている。これは本機のF404-GE-402 ターボファンエンジンの同系統製品を単発で搭載した超音速機であるグリペンやテジャスと同様である。練習機であるため胴体前部は縦列複座配置のコックピットに容積をとられており、搭載可能なレーダーも小型軽量のものに限られる。
GEとサムスン・テックウィンがエンジンの共同生産契約を結び、GEがエンジンキットをサムスン・テックウィンに提供し、サムスン・テックウィンが指定部品の生産と最終的なエンジンの組立・試験を行っている。 
米国側の総作業量は、生産中に削減されることになっているが当初は55％であった。
調達価格は2000年時点で1機あたり1,800万から2,000万ドル、2020年2月時点で2,000万から2,500万ドル。単発とはいえ超音速飛行を実現するためにF/A-18 ホーネット向けのアフターバーナー付き高出力エンジンを搭載しているため、練習機としては極めて高価格である。
2003年12月19日に、韓国空軍より25機の発注を受け、量産が開始された。韓国空軍向けのT-50は練習用途の50機が2010年5月まで生産され、ほかに10機が韓国空軍の曲技飛行隊・ブラックイーグルス用に生産された。

## 権利関係
韓国産業研究院資料の「T-50開発を通じて確保された資料及び仕様についての許諾内容」によれば、開発に伴うプログラムデータの権利関係については以下の通り。
所有権
- T-50開発を通じて制作された「プログラムデータ[注 1]」は韓国政府が所有権を持ち、KAIへライセンスを付与
- ロッキードマーチンとKAIはそれぞれの「バックグラウンドデータ[注 2]」の権利を有する。ロッキードマーチンのバックグラウンドデータはT-50システム開発時のみ使用される。

プログラムデータの使用権
- 韓国政府は、韓国及び米国においてプログラムデータに対する所有権を行使する権限がある。一方でKTX-2[注 3]、F-16、F-5、T-38、KTX-2派生型[注 4]を除く他の事業に使用する場合は、米国務省とロッキード双方による書面による同意を得なければならない
- 韓国政府やKAIがKTX-2関連事業を除くその他の事業にプログラムデータを使用する事は、Exhibit F（以下参照）の目的に限られる

F-16…KTX-2を組み込み、アビオニクスとサブシステムをアップグレード
F-5…アビオニクス、サブシステム、フライトコントロール、構造、エンジンのアップグレード
T-38…アビオニクス、サブシステム、フライトコントロール、構造物、エンジンのアップグレード
KTX-2開発:KTX-2のアビオニクス、サブシステム（レーダーを含む）、および飛行制御システムを改良、基本兵器を追加してベースラインモデルを改良し、KTX-2軽攻撃型を開発する事
- 韓国政府やKAIがプログラムデータを使用する場合においては、以下の制限を設ける

プログラムデータの技術資料とノウハウは、F-16やKTX-2の能力を超える航空機性能改良には使用してはならない。
米国務省の書面同意なしに、プログラムデータの技術資料とノウハウを外国所有の航空機に対してや輸出目的の航空機性能改良事業に使用してはならない。

## 派生型

### T-50A
米空軍の高等パイロット訓練（APT）に使用するT-38タロン後継機案として2016年2月に次世代練習機計画（T-X program）に提案されたT-50の派生型である。
原型機のT-50と比較して、ドーサルスパインによる追加の電子機材の搭載や空中給油用のプローブの追加、F-35へのよりシームレスな転換のための一体型ディスプレイの採用などの改良が行われたF-22やF-35と言った第5世代戦闘機パイロット養成により特化したモデルである。
試作機が開発され、100回の試験飛行を行って開発を進めていたものの、2018年9月27日にBoeing/SAAB共同開発のT-7A レッドホークが選定された事により落選した。

### T-50B
KAIのウェブサイトでは、ブラックイーグルス用の10機のT-50に対し、T-50Bの形式名が与えられている。同機はスモークオイルタンクやカメラなどのアクロバット用の装備を持つ。

### TA-50

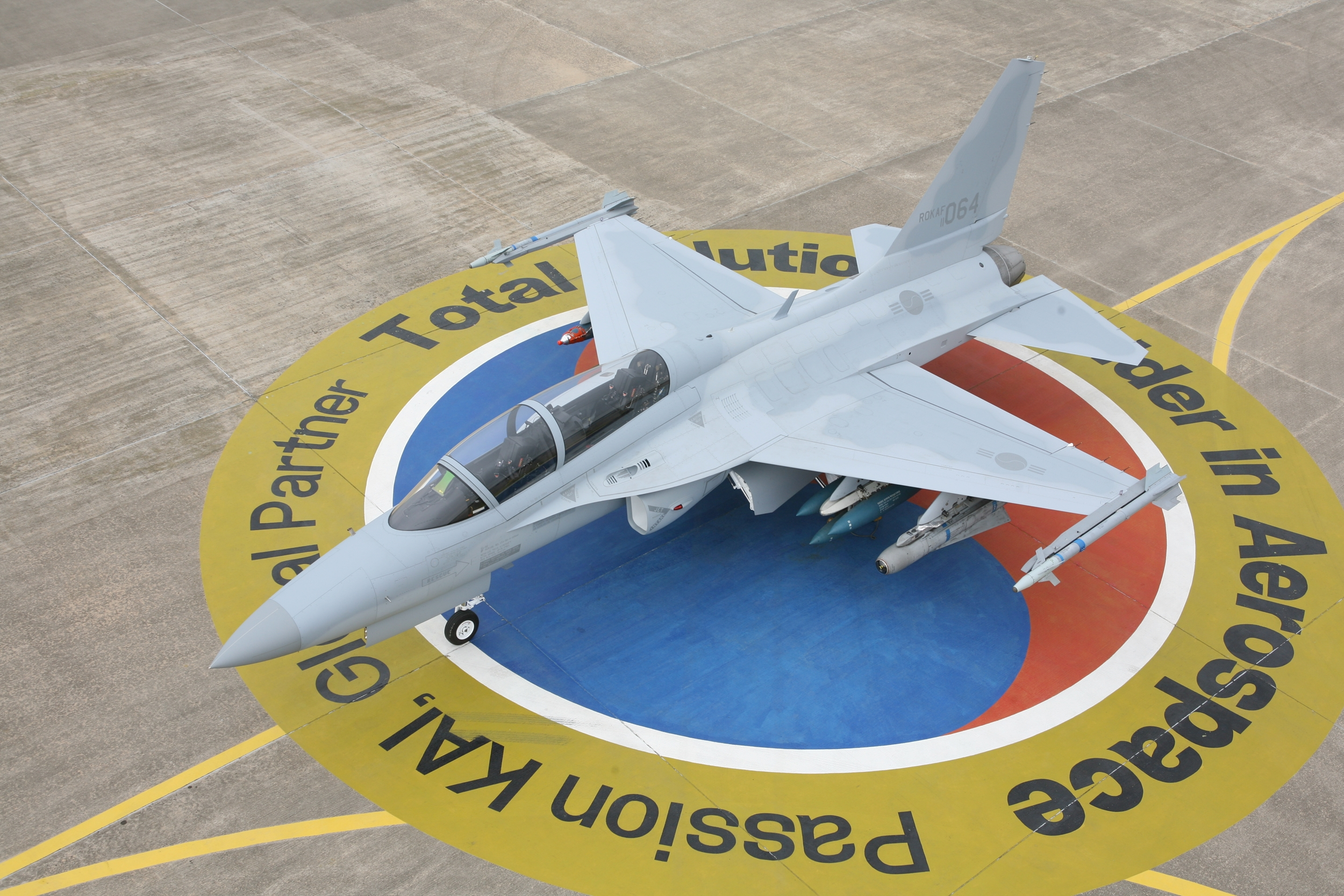
TA-50

LIFT機仕様はTA-50と呼ばれ、当初は米国製のAN/APG-67 レーダーの搭載も検討されたが、最終的にはイスラエル製のEL/M-2032 レーダーを搭載している。
同機はM197機関砲を胴体内に205発、AIM-9 サイドワインダー空対空ミサイル、AGM-65 マーベリック空対地ミサイル、各種爆弾、ロケット弾ポッドなどを運用可能であり、まず22機が生産された。
2020年6月30日、韓国空軍向けにTA-50 Block2の量産契約20機の締結を発表。2024年に納入予定で、TA-50と支援システム等を含め6,883億ウォンで契約。TA-50 Block2は初期製造タイプの改良型となる。

### FA-50

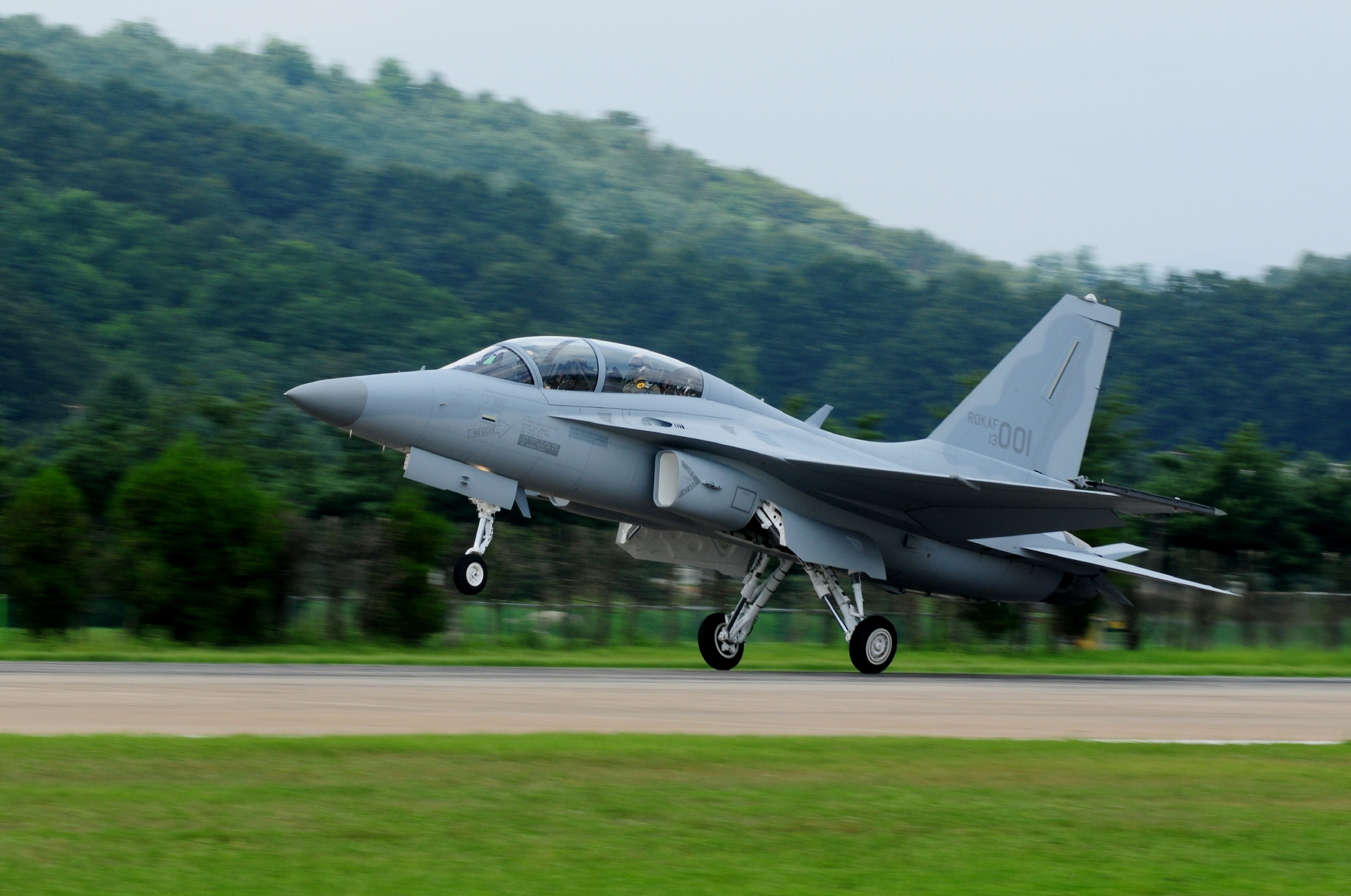
離陸中のFA-50

軽攻撃仕様のFA-50は、軽戦闘爆撃機としてEL/M-2032 レーダーやより強化された兵装等を搭載している。EL/M-2032 レーダーにはイスラエルのエルタ・システムズの支援を受け、LIG Nex1による独自改良が加えられた。
計画では4機のFA-50試作機を2012年までに製作し、2011年に初飛行した。同機は韓国空軍のA-37、F-5E/Fを代替することが期待されている。2013年-2016年までに60機が生産された。
2019年10月1日現在、2014年に戦力化してから5年間で7回機銃の故障が発生。射撃訓練を3回禁止にしており、5年間のうち331日は機銃なしで出動していたことになる。
FA-50PH
フィリピン空軍向け仕様
T-50IQ
イラク空軍向け仕様、24機製造。レーダーにイスラエル製のEL/M-2032 レーダーではなく、米国製のAN/APG-67 レーダーを搭載している。
T-50TH
タイ王国空軍向け仕様、26機製造。性能向上型にはレーダー警報受信機、チャフ・フレア・ディスペンサーといった対抗手段システムが搭載されている。

### FA-50 Block10
FA-50に対し、スナイパーポッドを統合、レーザー誘導兵器を運用可能とするよう改良したモデル。
AN/AAQ-33の適合確認を終え、2020年末までに完全認証を完了予定
FA-50GF
ポーランド向けFA-50の初期納入型であり、12機製造される。GFは「Gap Filler（穴埋め）」の略であり、FA-50PL納入までの隙間を埋める戦闘機の早期納入を希望するポーランドの要望を反映したものがそのまま名称となった。
韓国軍向けに製造途中だったTA-50 Block2を転用、FA-50 Blcok10仕様に改造する形で製造されており、AN/AAQ-33スナイパーポッドに適合しており、NATO互換のIFFを備え、Link16に対応している。
航法システムにGPSに代わってGPSとINSを一体化したEGI(Embedded Global Positioning System/Inertial Guidance Unit)を搭載している。
使用可能兵装は20mmバルカン（205発）、AIM-9サイドワインダー、ハイドラ70ロケット、Mk82/83 JDAM、GPS/INS誘導のPaveway IIが挙げられている。

### FA-50 Block20
2021年 ソウル国際航空宇宙・防衛産業展示会（ADEX 2021）で発表されたFA-50のアップグレードモデルであり、容量300ガロンのCFT、マルチモードの新型火器管制レーダー、大型コックピット用ディスプレイ、電子戦システム、目標指示に対応したヘッドマウント･ディスプレイ、新型の戦術データリンク、三重の冗長性をもたせたフライトコントロールシステム、スナイパーポッドを装備するとともに、中距離空対地ミサイル、可視範囲外空対空ミサイル（BVRAAM）を統合し、2022年よりアップグレードを開始する予定であったが、2022年9月23日、米国レイセオン社製Phantom Strike AESAレーダー及びAIM-120C7 AMRAAMの統合を米国政府が承認、2025年にBlock20が完成予定とし、2025年に供給開始のFA-50PLの原型機としてポーランド空軍に採用された。
統合される中距離空対地ミサイルにはコングスベルグ製JSM対地対艦ミサイル、ロケットサン（トルコ）製SOM、タウルス製KEPD 350K-2及びKEPD350をベースに韓国ADD社が共同開発している天竜ALCMが、可視範囲外空対空ミサイル（BVRAAM）についてはAMRAAMが予定されている。
レイセオン・インテリジェンス＆スペース子会社、Global Spectrum Dominanceの社長であるエリック・ディトマーズはポーランドメディアの取材に対し、FA-50 Block20が搭載するPhantom Strike AESAレーダーの性能は、F-16Vが搭載するAPG-83 AESAレーダー（ノースロップ・グラマン製）に匹敵すると発表した。APG-83がGaAs技術である一方、Phantom StrikeがGaN技術で開発されているため、重量とコストを半分以下とし、より小型で同等の性能を達成したとの事であり、またPhantomStrikeの設計はFA-50への搭載を前提に実施されたとも明かされた。
米国製Phantom Strike AESAレーダーとは別に、FA-50用の国産AESAレーダーをLIGネクスワンで開発しており、試作レーダーが発表されている。KF-21用に開発されたAESAレーダー技術のスピンオフとなり、韓国初の窒化ガリウム（GaN）技術で構成された空冷式AESAレーダーとなる
FA-50PL
FA-50 Block20に準じるポーランド軍採用モデルであり、調達予定数は36機（＋FA-50 Blcok10相当機からの近代化改修機12機の計48機）。Link16、NATO用IFFシステム、レイセオン製PhantomStrike AESAレーダー、空中給油機能、ロッキードマーチン製AN/AAQ-33スナイパーポッド及びCFTが装備される他、ポーランドの要望するAMRAAM等の各種空対空、空対地誘導兵器が統合される。
FA-50M
マレーシア仕様のFA-50 Blcok20であり、マレーシア空軍が要求する空中給油装置の搭載や使用兵装の追加が行われる。

### F-50
FA-50をベースとした単座式戦闘機であり、2028年までに開発完了予定となる。後席部分に燃料タンクを追加する事で戦闘行動半径を25％増大するとともに、コクピットの性能改善、航空電子飛行制御機能の改善、空対空・空対地ミサイルの性能改良、寿命延長を施す。F-50米国向けTF-50をロッキード･マーティンと共同で推進し、米空軍ATT（高度戦術訓練機）、米海軍TSA（戦術代替戦闘機）、UJTS（ゴスホーク後継艦載訓練機）の受注を目指すとしている。

### KFX-E
計画が停滞している「韓国次世代戦闘機KFX」に変わる新コンセプトとして、KAIが提案したT-50をベースとする戦闘機。小型の単発機で、限定的なステルスを備え、F-16とF-35の中間的な性能を目指していた。
ベースとなるT-50が小型であることから、既存のKFXプランに対してステルス面で有利で、KF-16のほか、旧式化・老朽化が進むF-4D/EやF-5E/Fを置き換えて、北朝鮮の主力とするMiGシリーズを相手にするには十分な性能を発揮できるとされていた。また、T-50の開発経験を活かすことができ、一部部品を共有することでコスト削減にも繋がることから、メーカー側は有力視していた。
しかし、小型ゆえに航続距離や武装、発展性への懸念があり、日本や中国のような大国を相手にするには、不適当ではないかという防衛事業庁や国民からの批判があった。また、KFX共同開発に参加しているインドネシアから、KFXが何の成果も出していないのに別機体の開発へと切り替えることに対して批判が出たこともあり、最終的には元のKFXにおいて双発機プランを採用することが決定して、T-50の派生型としてのKFX-E案は立ち消えとなった。

## 事故

### 墜落事故
2012年11月15日にブラックイーグルス所属のT-50B 1機が江原道原州市北東約9kmの山間部に墜落し、パイロットの少佐が死亡した。11月27日には事故機の整備班のK准尉が首を吊って自殺し、これを受けて同整備班のK中士（三曹相当）が事故原因を告白した。同月30日の発表によると「K中士が、操縦系統遮断線を点検した後に必ず抜かなければならない遮断線を抜かず、操縦系統が誤作動して事故に繋がった」とのこと。
2013年8月28日に光州の空軍基地で離陸中のT-50が墜落し、空軍第1戦闘飛行団所属の少領（少佐）と大尉の2人が死亡した。
2015年12月20日、インドネシア空軍のジョグジャカルタ空軍飛行学校創立70周年を祝う航空ショーで、インドネシア空軍の曲技飛行隊が運用するT-50練習機が墜落し、パイロット2人が死亡した。
2018年2月6日、シンガポール・チャンギ国際空港で行われていたシンガポール・エアショー2018にて、韓国空軍ブラックイーグルスのT-50一機が離陸中に出火。滑走路からそれて横転し、操縦者1人が負傷。
2022年7月19日、インドネシア空軍のT-50Iが夜間の迎撃訓練中に墜落し、パイロット1人が死亡した。
2025年3月3日深夜にセブ州マクタン島の基地を発進したフィリピン空軍のFA-50が目標空域に到達する直前の4日午前0時過ぎに通信不能となった。同機は、反政府共産ゲリラに対処する地上部隊を支援する夜間作戦に加わっていた。大規模な捜索の結果、5日にミンダナオ島の山地で機体の残骸が発見され、乗員2人の死亡が確認された。

### その他の事故
2017年7月12日、フィリピン空軍がミンダナオ島マラウィでの作戦中、FA-50が投下した爆弾が目標を大きく外れて治安部隊の居た建物を直撃。兵士2名が死亡、11名が負傷した。フィリピン空軍はこの誤爆の原因が判明するまでFA-50の飛行中止を命じた。2017年8月3日、フィリピン軍は、FA-50の再投入を決定した。フィリピン軍のエドガルド・アレバロ報道官は、調査の結果、機体、パイロット、武器システムに何も問題がなかったと発表した。また、同様の事件を防ぐために、技術、戦術、空爆の実行に関する手続きを新たに調整したと述べた。

## 輸出
練習機としては高額であるが、KAIは2030年までにこのクラスの練習機に3,300機の潜在的需要があるとしている。そして国内向け、各派生型も含め途上国を中心として最大600機の生産を見込めると分析している。また、T-50の海外輸出が見込める一つの要因としては、T-50とシステムの互換性が高いF-16を採用している国が多くあることが挙げられる。国際マーケッティング活動は、KAIとロッキード・マーティンが協同して行っている。
2014年、T-50を使用するブラックイーグルスは、同年11月に中国で開催される航空ショーに参加する予定であったが、直前になりアメリカ側から「使用するT-50の技術が中国に流出する恐れがある」として参加中止の申し入れを受けている。このことから、アメリカとの間に友好関係にない、将来的に軍事的に対立する可能性のある国には、輸出はおろか移動すら困難になる可能性を示している。
エンジンや電子装備など、中心技術は殆どがアメリカ製であるため、輸出にはアメリカの法律の影響を受ける。輸出するためには、アメリカの承認が必要である。

### 採用国

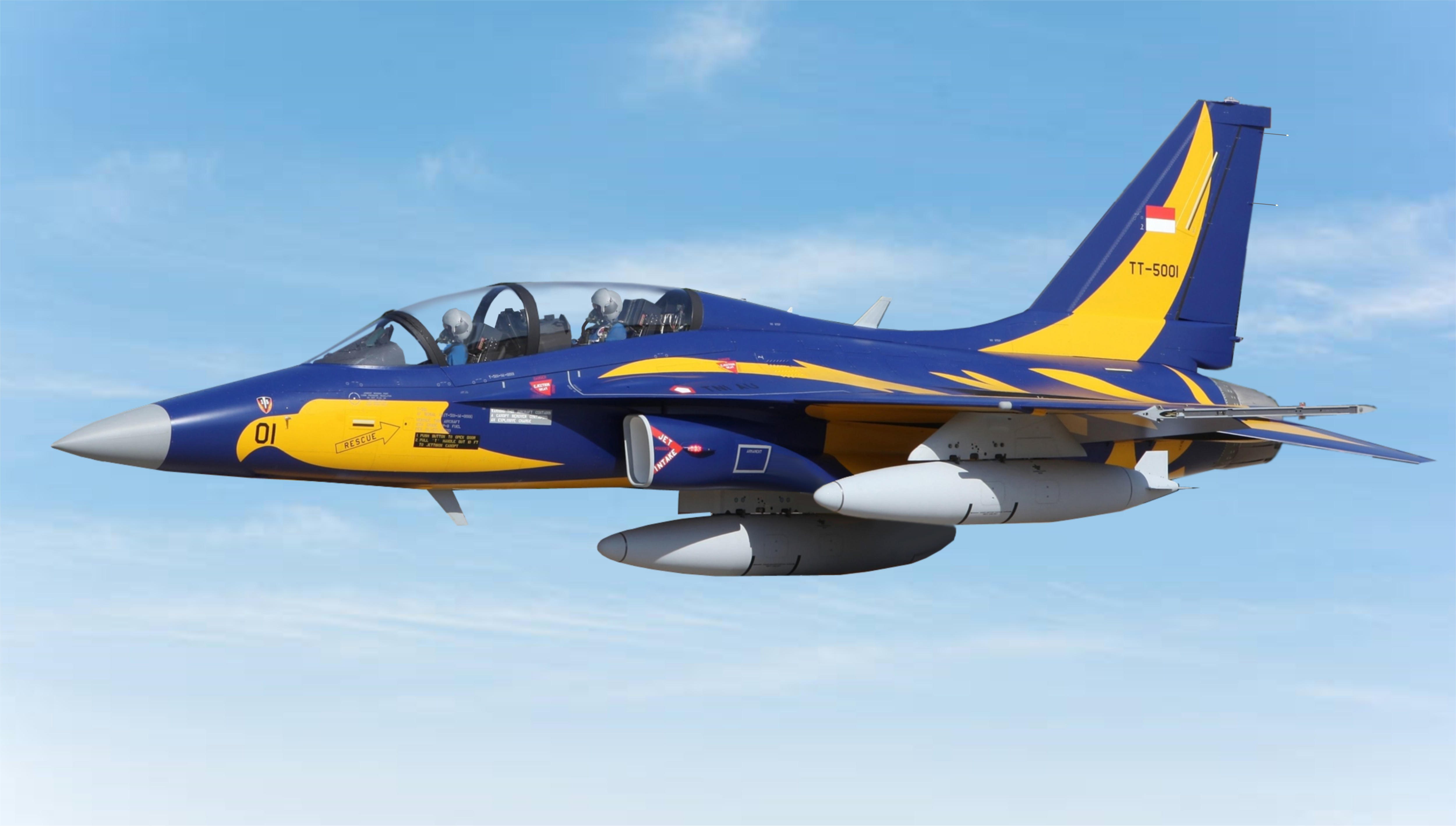
インドネシア空軍機

インドネシア
2011年、初めての海外輸出として、インドネシア空軍への輸出が決まった。ジェット練習機BAe ホーク Mk.53を置き換える予定である。T-50を12機とTA-50を4機、計16機を約4億ドルで2013年までに引き渡す予定であったが、実際の導入時には区別されずT-50Iとして16機が導入されている。
2010年2月16日には、国家情報院がインドネシア特使団が調査のため宿泊しているホテルに侵入するという不祥事が発覚した。他、契約後の報道ではインドネシア国産輸送機CASA CN-235とのバーター契約が結ばれたという疑惑が報道された。
2021年7月にはさらに6機が追加発注された。
 イラク
2012年10月にチェコ、イラク両国が次期練習機をL-159に決定したと発表したが、契約にはいたっておらず、その後2013年12月にT-50のイラクへの輸出を契約したと発表された。軽攻撃機FA-50 24機を機体価格と操縦士の訓練、軍需支援などを合わせ21億ドル（約2,156億円）以上と、韓国の航空輸出としては過去最高額となる。イラク空軍への納入は2016年4月に始まり、1年間で全機を納入する予定。
2017年12月、韓国検察の捜査を理由に止められていた機体代金の一部1億3000万ドルがイラク政府から支払われる。この未払いのために完成機体の引き渡しが6機までしか進んでいなかったが、2019年11月29日に24機の受領が発表された。
 フィリピン
2014年には、フィリピン空軍に12機のKAI FA-50PHが4.2億ドルで輸出されることが決定した。2015年11月28日フィリピンのクラーク空軍基地に初号機と2号機が到着し、11月29日にフィリピン空軍に引き渡された。2017年7月に全12機のフィリピン空軍への引き渡しが完了した。フィリピン空軍は2005年にF-5戦闘機を廃棄して以来、長らく超音速機不在の状態が続いていたが、本機の採用により、ようやく超音速機の配備が復活した。2025年に12機を追加発注しており、2030年6月までに納入予定。
 タイ
タイ政府は老朽化したL-39アルバトロスの置き換えとしてT-50を選定、2015年9月に契約した。契約数は4機、契約額はおよそ1億1千万ドル。T-50THの納入は30ヶ月以内に行われる予定。2017年7月にはさらに8機の調達を閣議承認した。2019年5月24日、KAIはタイ空軍から12機の能力向上について5240万ドルで契約した。レーダー、レーダー警報受信機、チャフ・フレア・ディスペンサーが搭載される。2020年4月11日、タイ政府によるT-50TH、2機の追加購入の取消が報道されたが、2021年7月には2機の追加購入が発表された。
 ポーランド
2022年7月、ポーランド国防省は48機のFA-50の導入を決め、包括的な基本合意書（LOA）を締結したことを明らかにした。うち12機は2023年中に引き渡される。
2022年9月16日、ポーランド政府は、細部仕様や納期などを確定し、FA-50 Block10×12機導入に関する7億ドルの契約と、ポーランド仕様のFA-50PL×36機導入に関する23億ドルの合計30億ドルの細部実効契約に署名した。2023年中に従来型のFA-50 Block10×12機、2025年から2028年にかけてFA-50PL×36機を納入完了する計画となる。契約には訓練パッケージ（シミュレータ供給、パイロット、地上要員の訓練）及びロジスティクスパッケージ（スペアパーツ、消耗品）が含まれ、加えて2026年からポーランド国内にFA-50のサービスセンター（国際整備拠点MRO&U）が設立され、同センターにおいて初期納入のFA-50 Block10×12機のPL仕様への近代化改修が実施される他、保守部品の製造や重整備もサービスセンターで実施される。
2023年3月8日、KAI社はポーランド向け製造中のFA-50 Block10仕様機、「FA-50GF」を公開。
2023年5月、米国はポーランド向けFA-50用ロッキード・マーチン製AN/AAQ-33スナイパーポッド34基の輸出を承認。
2023年6月7日、ポーランド空軍のMiG-29"Lastochka"軽戦闘機の後継機としてFA-50"Fighting Eagle"軽戦闘機の購入が確約、ポーランドのマリウシュ・ブワシュチャク国防大臣の訪韓にあわせてFA-50GFのロールアウト式典を実施した。FA-50GFは2023年7月の飛行試験を経て、8月に1号機を納入し、2023年末までに12機をポーランドへ引き渡す計画となる。今年納入予定の12機とは別に、FA-50PLと名付けられた改良型を2025年後半から2028年までに36機供給する計画である。2022年9月の契約から8ヶ月という極めて短期間でのロールアウトとなった
。
 マレーシア
2018年、マレーシア空軍は2055年までの間において、多用途戦闘機(MRCA)と軽戦闘機(LCA)の調達を含む空軍戦力近代化計画「Cap 55」をスタート 。この計画において、マレーシア空軍は2段階で36機のLCA/FLIT機を調達を求めており、18機は2021年から、残りは2025年から調達を開始１コLIFT飛行隊と2コLCA飛行隊を装備する予定と発表した。FLITはアエルマッキ製MB-339CMジェット練習機7機の代替となり、LCAはBAEシステムズ製ホークMk108双座軽攻撃機と単座型Mk208軽攻撃機の合計18機の代替となる。
2021年6月、マレーシア空軍は18機の軽戦闘機（LCA）購入に関するRFPを発出、入札を開始し、レオナルド S.p.AよりM-346、HALよりテジャスMk.1A、RSK「MiG」よりMiG-35、洪都集団よりL-15高等練習機、TAIよりヒュルジェット、そしてKAIよりFA-50が参加した。10月より選定を開始し、当初18機のLCA/FLITを調達、内8機を主にFLITに、残りの10機をLCAとして運用する予定であるとした。
2022年7月、マレーシアにSu-30戦闘機のMRO（整備・修理・オーバーホール施設）設立をセットで提案したインドのテジャスMk.1Aが最有力候補として契約締結直前まで進んだとHAL社CEOより発表があったものの、2023年2月24日、KAIはマレーシア国防省とFA-50戦闘機×18機輸出する約9億2000万ドルの契約を締結した。納入開始は2026年を予定しており、Blcok20仕様機をベースに、マレーシア空軍が要求する空中給油装置の搭載や使用兵装の追加が行われる。「Cap 55」計画に基づき、さらに追加で18機の追加調達が予定されている。
2023年5月23日、MBDA社はFA-50MにブリムストーンやASRAAMの提供を提案している。

### 過去に検討された国家
アラブ首長国連邦
新型練習機導入計画においてイタリアのアエルマッキ社のM-346と採用を争っていたが敗北した。
 シンガポール
李明博大統領（当時）が訪問する等売り込みに力を入れたが、アラブ首長国連邦と同様、M-346に敗れ選定外となった。
 イスラエル
TA-4の後継機として選定候補であったが、M-346が採用された。
 ウズベキスタン
韓国が売り込みを行っていたが、米国の輸出許可が下りず、2015年に白紙となった。
 アメリカ合衆国
2015年に次期練習機の選定プログラム"T-X program"が開始された。当初ロッキード・マーティンはT-50が要求に合わない場合、新型機の提案も考慮するとしていたが、結局T-50を改良したT-50Aを韓国のKAIと共同提案した。
T-50Aの他には、ボーイングとスウェーデンのSAABの共同提案するT-X（現・T-7 レッドホーク）およびイタリアのレオナルドの提案するT-100も候補となっていた。2018年9月27日にT-Xの採用が発表され、T-50Aは不採用となった。
 アルゼンチン
アルゼンチン空軍は、A-4ARの後継機として2019年7月にFA-50を選定したが、2020年にアルゼンチン政府は、新型コロナウイルス感染症の流行による経済情勢の不確実性のため、FA-50購入を中断したとの報じられた。
また、英国製部品を使用しているため英国が対アルゼンチン輸出許可を出さなかった。
 ギリシャ
ギリシャ空軍ではT-2が老朽化しておりヘレニック・エアロスペース（HAI）と協力して売込みを図るとしていたが、同国は2021年イスラエルのエルビット・システムズ社に訓練学校運営を委託する形で10機のM-346を取得する契約を結んだ。

## スペック
- 乗員：2名
- 全長：12.98m
- 全高：4.78m
- 全幅：9.17m
- 主翼面積：
- 重量：6,441kg
- 最大離陸重量：11,985kg

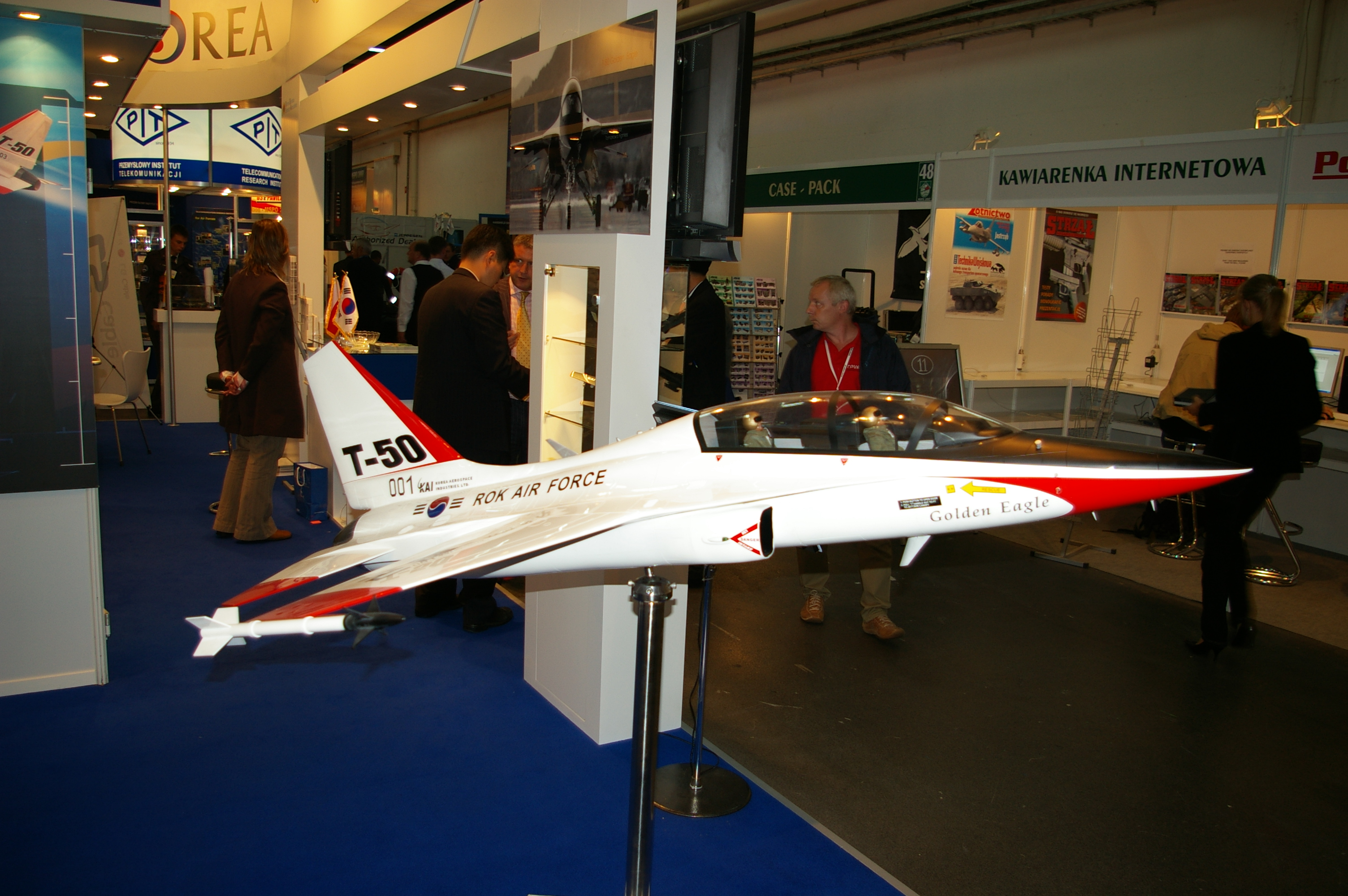
T-50の模型

- エンジン：GE F404-GE-102 ターボファンエンジンx1基
- 推力：53.07kN（クリーン）/79.1kN（アフターバーナー）
- 実用上昇限度：14,630m
- 最大速度：M1.5
- 航続距離：1,851km
- 最大制限荷重：+8G/-3G